# Luis Gomez Valdivieso
Luis Gomez Valdivieso (Madrid, 9 agosto 1948 – Roma, 26 febbraio 2014) è stato un regista, scrittore e sceneggiatore spagnolo.

## Biografia
Iniziò la sua carriera nel cinema nel 1971 in Spagna, come aiuto regista. Negli anni successivi si spostò in Italia, dove lavorò in vari polizieschi.
L'esordio alla regia arriva nel 1981, con il film Habibi, amor mio, co-produzione italo-spagnola, con sceneggiatori quali Bernardino Zapponi, Agenore Incrocci, Furio Scarpelli; dopodiché, l'anno successivo, dirigerà la pellicola Amore perdonami, produzione spagnola, scritto assieme all'italiano Nicola Badalucco.
Nel 1972 esordisce come scrittore con il romanzo "La Playa", mentre nel 1974 pubblica "Due Mafiosi senza mafia", i suoi due più grandi successi come scrittore. Seguiranno altre opere, pubblicate però soltanto in spagnolo.
Nel 2014, dopo oltre due decenni di assenza, tornerà dietro la macchina da presa per il film thriller La settimana dell'assassino, ma morirà improvvisamente poco tempo dopo. Il film verrà quindi pubblicato postumo nel 2016.

## Filmografia

### Regista

#### Cinema
- Habibi, amor mio (1981)
- Amore perdonami (1982)
- La settimana dell'assassino (2016)

#### Televisione
- I giustizieri della notte (1991)
- Al salir de clase (1998)

### Sceneggiatore
- La moglie dell'amico è sempre più buona (1980)
- Amore perdonami (1982)

## Opere
- La Playa, 1972
- Due mafiosi senza mafia, 1974
- Conde-Duque de Olivares, 1979
- Revivir, 1982
- la mujer De L'Espejo, 2014